# 俄罗斯海军节
俄罗斯海军节（俄语：  День Военно-Морского Флота) 是俄罗斯联邦的国定假日，是俄羅斯當局為了紀念俄罗斯海军的貢獻而特別設立的節日。俄羅斯當局將每年七月的最后一个星期日定為俄羅斯海軍節。 

## 历史
1696年，俄罗斯沙皇国就設立了一個類似海軍節的節日。1939年6月，蘇聯也設立了一個海軍節。1980年10月1日，苏联最高苏维埃主席团宣佈廢除海軍節。俄羅斯獨立後，弗拉基米尔·普京又重新設立海軍節。2017年7月27日起，俄羅斯海軍會在圣彼得堡舉行閱兵式。阅兵后俄當局會在海军部大厦举行招待会。